# Burg Alt-Scharfeneck
Die  Burg Alt-Scharfeneck war eine hochmittelalterliche Spornburg. Der Burgstall liegt in der Gemeinde Frankweiler im Landkreis Südliche Weinstraße in Rheinland-Pfalz.

## Geographische Lage
Die wenigen Reste der Burg Alt-Scharfeneck befinden sich auf einem 363 m hohen Bergsporn am nordöstlichen Ende des Ringelsbergs über dem Eingang des Hainbachtals im mittleren Pfälzerwald oberhalb des Steigerter Hofes. In heutigen Karten ist das Gelände nur noch als „künstliche Böschung“ verzeichnet.

## Geschichte

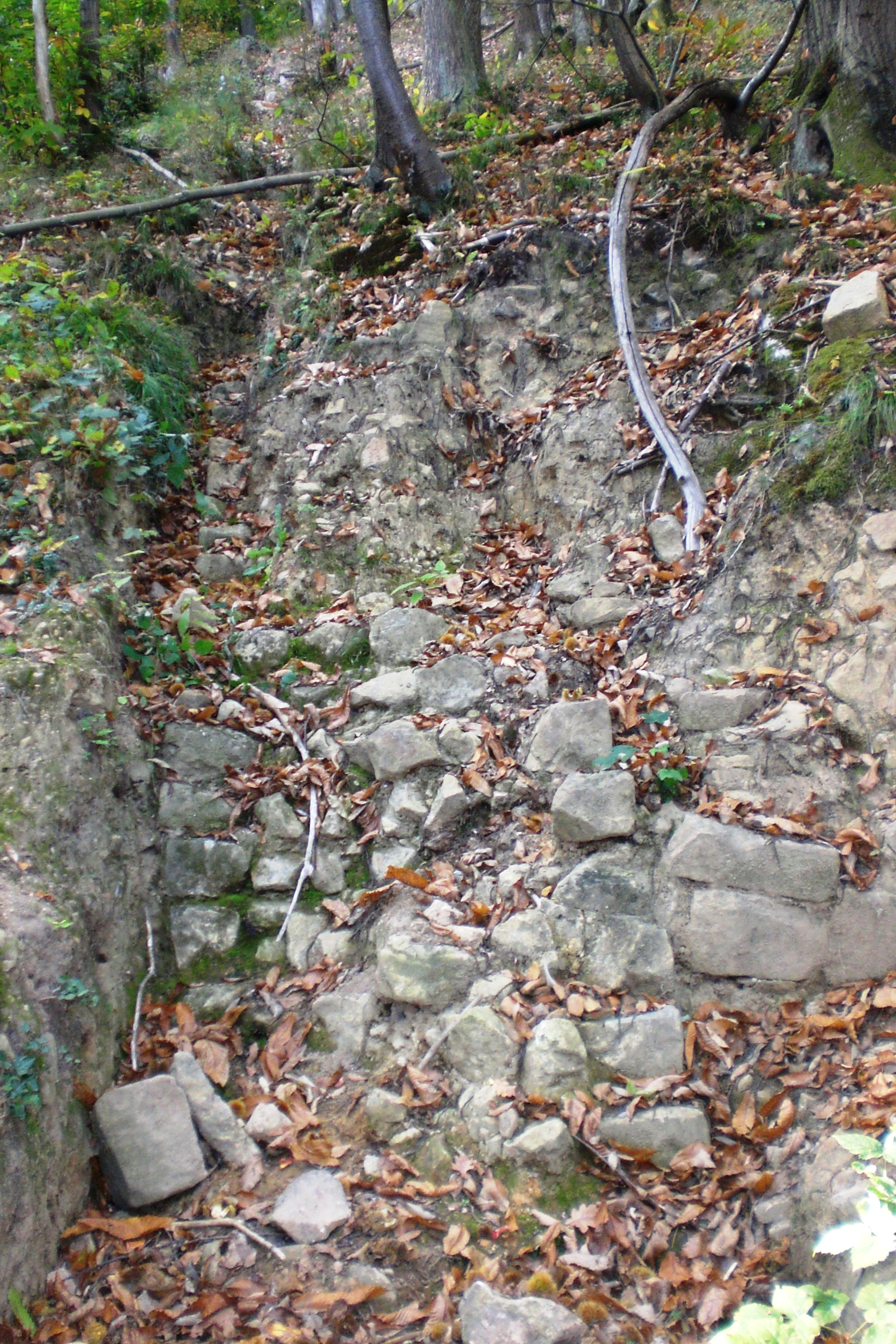
Zustand vor den Ausgrabungen

Vermutlich wurde die Burg während der Zeit der Salierkaiser im ersten Drittel des 12. Jahrhunderts erbaut. Die gewonnenen Erkenntnisse bei den von Gottfried Decker aus Frankweiler durchgeführten Grabungen lassen eine Datierung in die Zeit der Salier zu. Die Entstehungszeit wird damit um 1100 bis 1130 gelegt.
Dies widerspricht früheren und noch weitgehend akzeptierten wissenschaftlichen Annahmen, dass die Burg im Auftrag von Kaiser Friedrich Barbarossa zum Schutze des Trifels erbaut wurde und dass sie 1219 im Besitz von Heinrich I., dem Alten, von Scharfeneck war, der sich nach der Burg benannte und ein Ministeriale des Reiches war. Nachfolgende Besitzer wurden 1232 seine beiden Söhne Heinrich der Ältere und Heinrich der Jüngere.
Noch bis ins erste Viertel des 14. Jahrhunderts galt die Burg Altscharfeneck als Reichsburg. In den 1330er Jahren gelangte die Anlage in Teilen an Hans von Kirrweiler, der 1339 seinen Anteil an Pfalzgraf Rudolf II. verkaufte. Der andere Ganerbe Johann von Scharfeneck trug seinerseits die Burg 1363 Rupprecht II. zu Mannlehen auf. 1416 starben die Scharfeneck aus. Burg und kleine Herrschaft gingen an Kurpfalz.
1472 überließ Pfalzgraf Friedrich I., der Siegreiche, die von ihm erreichte Herrschaft seinem Sohn Ludwig, der seit 1488 den Titel Herr zu Scharfeneck, Graf von Löwenstein führte.  Spätestens zu diesem Zeitpunkt hatte die Burg Alt-Scharfeneck ihre Bedeutung verloren, wurde zu Gunsten der Burg Neuscharfeneck aufgegeben und fiel wüst.
Im Jahre 1830 verbrachten die Vorfahren der heutigen Besitzer – das Burggelände befindet sich in Privatbesitz – die Werksteine der vermutlich damals noch vorhandenen Reste der nördlichen Umfassungsmauer und die Überreste eines Flankierungsturms zum Festungsbau nach Germersheim. 
Erst in den 1950er Jahren wurde die Burg wiederentdeckt, und bei Grabungen wurden weitere Grundmauern gefunden. Es konnten drei verschiedene Mauerreste freigelegt werden, deren Außenschalen aus einem für die Salierzeit typischen kleinquadrigen Mauerwerk bestehen. Dass ein Mauerrest anstatt mit Mörtel mit Lehm gemauert wurde, weist ebenfalls auf die Salierzeit hin. Vergleichbares Mauerwerk wurde am Trifels, Anebos und am Waldschlössel bei Klingenmünster gefunden. Auch das Auffinden von Wilgartaburg-ähnlicher Keramik lässt einen früheren Baubeginn als bisher angenommen zu. 
In den 1970er Jahren bis heute wurden durch weitere Grabungen von Kurt Müller und Gottfried Decker erneut einige Grundmauerreste freigelegt.

## Anlage
Über die Baugeschichte und das Aussehen der Burganlage liegen keine gesicherten Erkenntnisse vor. Von ihrer Lage kann angenommen werden, dass die Burg nicht mehr als ein Wohnturm oder Donjon war. Eine Vorburg oder ein Vorwerk ist nicht gesichert.  Die Burgstelle ist frei zugänglich.